# Otín (district de Jihlava)
Pour les articles homonymes, voir Otín.
Otín (en allemand : Otten) est une commune du district de Jihlava, dans la région de Vysočina, en République tchèque. Sa population s'élevait à 88 habitants en 2024.

## Géographie
Otín se trouve à 7 km à l'est-sud-est de Třešť, à 15 km au sud de Jihlava et à 122 km au sud-est de Prague.
La commune est limitée par Třešť au nord-ouest, par Suchá au nord-est, par Stonařov à l'est, par Dlouhá Brtnice au sud, par Pavlov au sud-est, et par Zahrádky et Popelín à l'ouest.

## Histoire
La première mention écrite de la localité date de 1360.

## Transports
Par la route, Otín se trouve à 10,5 km de Třešť, à 15,5 km de Jihlava et à 146 km de Prague.